# لکسی لیو
لکسی لیو (انگلیسی: Lexie Liu، زادهٔ ۲۱ دسامبر ۱۹۹۸) که همچنین با نام لیو بوشین (چینی ساده: 刘柏辛; پین‌یین: Liú Bóxīn) نیز شناخته می‌شود، خواننده، رپر و ترانه‌پرداز اهل چین است. او در سال ۲۰۱۵ در برنامه کی-پاپ استار ۵ شرکت کرد و به جایگاه چهارم رسید. در ژوئیه ۲۰۱۸، او در برنامه د رپ آو چاینا شرکت کرد و به جایگاه چهارم رسید و سپس فعالیت انفرادی خود را آغاز کرد. در فوریه ۲۰۱۹، او نخستین آلبوم چندآهنگه خود را به نام ۲۰۳۰ منتشر کرد. او در سال ۲۰۱۹ آلبوم Meta Ego را منتشر کرد. در سال ۲۰۲۱، آلبوم چندآهنگه Gone Gold و در سال ۲۰۲۲ آلبوم The Happy Star را منتشر کرد.